# Androsace globiferoides
Androsace globiferoides là một loài thực vật có hoa trong họ Anh thảo. Loài này được (Kunth) Hand.-Mazz. mô tả khoa học đầu tiên năm 1927.